# Nick Douglas
Pour les articles homonymes, voir Douglas.
Nick Douglas (né Nicholas Mitchell le 31 août 1967) est un musicien américain, plus connu pour être le bassiste de tournée de Doro Pesch depuis 1990.
Douglas a sorti un album solo en 2001 et a travaillé avec divers artistes tels que Chris Caffery (en), Cycle Sluts from Hell (en) ou encore Blaze Bayley.

## Biographie
Nick Douglas naquit à Camden dans le New Jersey, d'un père de l'US Navy, et étudia l'architecture avant de poursuivre une carrière dans la musique. Douglas fut attiré dès l'âge de 13 ans par l'apprentissage de la basse électrique influencé par la collection de sa mère sur les disques des années 1970 de soul, pop et de rock.
Il devint à 19 ans, membre du groupe de heavy metal Deadly Blessing avec qui il écrit et enregistra des chansons pour leur premier album, intitulé Ascend from the Cauldron, parut via le label New Renaissance Records en 1988. Il décida de quitter le groupe deux ans plus tard ainsi que New Jersey pour rejoindre New York, où il changea de nom de scène pour Nick Douglas et où il eut de courtes expériences musicales avec les groupes Hittman et Cycle Sluts from Hell.
Douglas auditionna en 1990 pour le groupe Doro et fut choisi parmi plusieurs musiciens. Douglas est le bassiste du groupe Doro depuis quelques années et enregistra plusieurs albums et il participa d'abord aux tournées européennes de la musicienne allemande, puis mondiales au fil des années...

## Discographie

### Avec Deadly Blessing
- 1988 - Ascend from the Cauldron

### Avec Doro
- 1993 - Angels Never Die
- 1995 - Machine II Machine
- 1998 - Love Me in Black
- 2000 - Calling the Wild
- 2002 - Fight
- 2004 - Classic Diamonds
- 2006 - Warrior Soul
- 2009 - Fear No Evil
- 2012 - Raise Your Fist

### Avec Chris Caffery
- 2007 - Pins and Needles

### En solo
- 2001 - Through the Pane
- 2017 - Regenerations